# Kurarua pedongensis
Kurarua pedongensis là một loài bọ cánh cứng trong họ Cerambycidae.